# Protomyces macrosporus
Protomyces macrosporus, es un hongo ascomiceto que forma agallas en Aegopodium podagraria, Anthriscus sylvestris, Angelica sylvestris, Daucus carota y algunos otros miembros de las umbelíferas o Apiaceae.  Catorce géneros dentro de la familia Asteraceae también son atacados por P. macrosporus. La descripción del género  Protomyces macrosporus se tomó como el género tipo para la familia Protomycetaceae.

## La apariencia física
La vesícula se desarrolla químicamente inducida por la inflamación, que surge de la superficie de la lámina foliar, las venas, a mediados de costillas, y el pecíolo. En la lámina de la hoja se forma protuberancias amarillentas en la superficie superior, pero  faltan los soros negros que son típicos de una inflamación similar causada por el hongo de la roya, Puccinia aegopodii. En las venas, a mediados de costillas y pecíolos, aparecen hinchazones translúcidos o de color amarillo  que a menudo son alargados. Son especialmente evidentes en la primavera cuando una gran cantidad de hojas aparecen por primera vez.

## Ciclo de Vida
El P. macrosporous tiene un complejo ciclo de vida, incluyendo, ascosporas y clamidosporas.  Las esporas llegan a los anfitriones a través de los movimientos del aire y se propagan por las agallas que se desarrollan en los pecíolos, las venas nervadura central, y la lámina; germinan sólo en el adecuado anfitrión de acogida

## Distribución

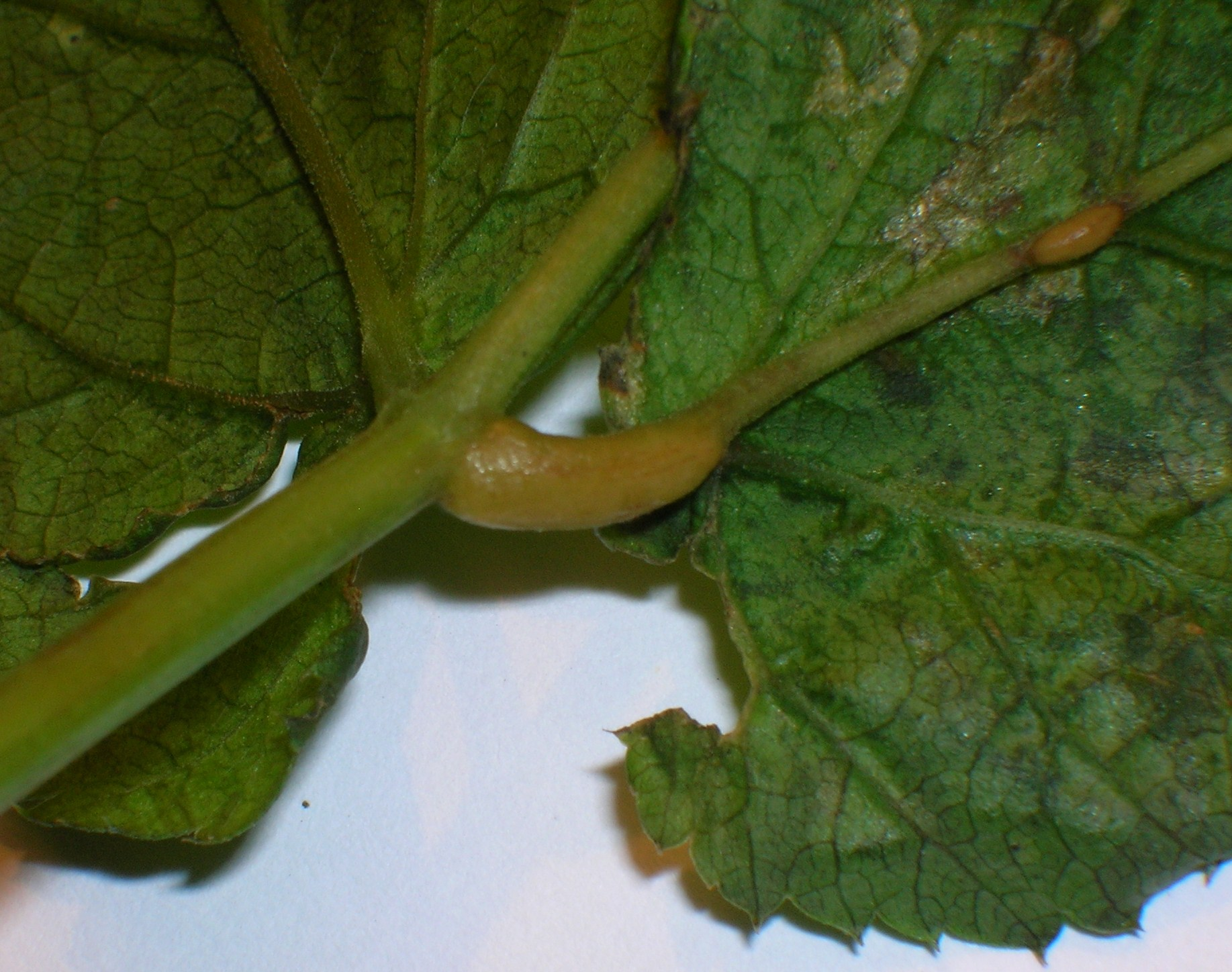
P. macrosporus en un pecíolo y nervio central de la A. podagraria

La especie ha sido registrada en Escocia, Irlanda, Noruega, Dinamarca, Suecia, Nepal, Alemania, América del Norte, Norte de África y el Sur de Asia.